# Pulau Tiga
Pulau Tiga (engl. Tiga Island) ist eine zum malaysischen Bundesstaat Sabah gehörende Vulkaninsel am Eingang der zum Südchinesischen Meer offenen Kimanis Bay.

## Geographie
Die Insel liegt etwa 10 Kilometer nordöstlich von Kap Nosong, der südlichen Begrenzung der Kimanis Bay. Die Meerenge zwischen Kap Nosong und Pulau Tiga wird Tiga Channel (Tiga-Kanal) genannt und stellt die Hauptschifffahrtsroute für den Zugang zur Kimanis Bay dar. Die Insel ist mit Ausnahme der Spitze im Südosten dicht bewaldet und von zahlreichen Riffen umgeben.

## Entstehung
Die Entstehung von Pulau Tiga wurde durch das große Erdbeben auf der philippinischen Insel Mindanao vom 21. September 1897 getriggert. Durch das Erdbeben wurde ein Vulkanausbruch vor der Küste Sabahs ausgelöst, durch den zunächst eine 20 m breite Insel gebildet wurde. Über die nächsten vierzig Jahre folgten weitere Vulkanausbrüche und Eruptionen zweier nahegelegener Schlammvulkane, die zusammen Pulau Tiga auf die heutige Größe anwachsen ließen. Der letzte Ausbruch erfolgte im Jahr 1941.

## Pulau Tiga National Park
Pulau Tiga bildet zusammen mit den Pulau Kalampunian Besar, Pulau Kalampunian Damit und dem umliegenden Meeresgebiet den 158 Quadratkilometer großen Pulau Tiga National Park. Seit 1933 als Waldschutzgebiet gelistet, wurden die Inseln 1978 als Nationalpark ausgewiesen.

## Reality-Show “Survivor”
Pulau Kalampunian Besar und Pulau Tiga waren Drehorte und Schauplatz der US- und UK-Version von Survivor: Borneo, einer Reality-Show.